# Gustave Maroteau

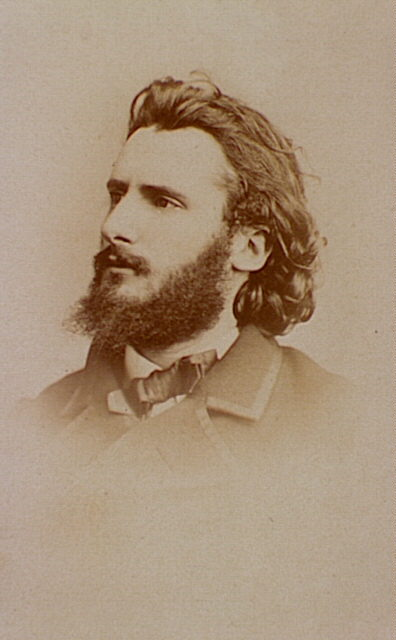
Fotografía del periodista francés tomada durante la segunda mitad del siglo XIX

Gustave Louis Maroteau (Chartres, 28 de julio de 1849 – Nueva Caledonia, 18 de marzo de 1875) fue un periodista francés.
Fue una personalidad de la Comuna de París.

## Biografía
Justo después de haber finalizado los estudios en el instituto Louis-las-Grand de Chartres, decidió ganarse la vida escribiendo artículos periodísticos. Se estableció a París y, ya muy enfermo de tisis, colaboró con La Rue y en 1870 lanzó su periódico, Las Faubourg. A causa de los contenidos de sus artículos, el 11 de marzo fue condenado a ocho meses de cárcel por «ofensas al Emperador y a la Emperatriz», pero huyó a Bélgica, que es donde fue expulsado, y de aquí pasó por los Países Bajos y por el Reino Unido.
Con la instauración de la República, en septiembre, él volvió a París y  en noviembre fundó Las Drapeau rouge donde escribió que era hora de que «el ejército de los hambrientos» se mostrase. Invocó la revolución social también en su nuevo periódico Las Montañas y luego en el Salut public. Apoyó la Comuna y a su caída fue arrestado por los versalleses.
El 2 de octubre de 1871 el tercer Consejo militar lo condenó a muerte únicamente a causa del contenido de sus artículos, una sentencia que suscitó indignación ya que en la legislación se excluía el delito de opinión de la pena máxima ya desde junio de 1848. Intervino a su favor también Victor Hugo y el 12 de enero de1872 la pena estuvo conmutada en los trabajos forzados de por vida, que realizó en Nueva Caledonia.
En sus condiciones de salud, la nueva pena hubiera retrasado tan sólo de poco su muerte. Murió el 18 de marzo de 1875, cuarto aniversario del nacimiento de la Comuna.

## Otros proyectos
- Datos: Q2383390
- Multimedia: Gustave Maroteau / Q2383390